# Prunus cerasoides
Il ciliegio selvatico dell'Himalaya (Prunus cerasoides Buch.-Ham. ex D.Don, 1825) è una pianta appartenente alla famiglia delle Rosacee, diffusa in Asia orientale, Asia meridionale e Sud-est asiatico.

## Descrizione
Il ciliegio selvatico dell'Himalaya è un albero perenne che cresce fino a 30 m di altezza.
L'albero è coltivato come pianta ornamentale. Prospera in un terreno argilloso ben drenato e ritentivo per l'umidità, in un luogo aperto, soleggiato e riparato. È probabile che diventi clorotico se è presente troppa calce. Inoltre è vulnerabile ai funghi del miele.
Il seme richiede da due a tre mesi di stratificazione a freddo ed è meglio seminarlo in una serra fredda il più presto possibile in inverno. Il seme cresce piuttosto lentamente e a volte può richiedere circa 18 mesi per germogliare a seconda delle condizioni.

### Radici
L'albero, come la maggior parte dei membri del genere prunus, ha radici poco profonde ed è probabile che produca polloni se la radice è danneggiata.

### Fusto
Principalmente ha una corteccia lucida e anellata. Quando l'albero non è in fiore, è caratterizzato dalla presenza di lunghe stipole dentate.
Dal tronco viene ricavata una gomma che viene utilizzata come sostituto della gomma adragante. Inoltre può essere masticata come una tradizionale gomma da masticare.
Il legno è tenace, resistente, durevole e aromatico.

### Foglie
Le foglie di questo albero sono decidue.

### Infiorescenza
L'albero fiorisce nelle stagioni fredde, in particolare in autunno e in inverno.

### Fiore
I fiori sono ermafroditi e di colore bianco rosato.

### Frutti
I frutti sono ovoidali e di colore giallo quando acerbi, diventano rossi quando raggiungono la maturazione. Raggiungono la dimensione di circa 15 mm e possono essere mangiati cotti o crudi.

## Distribuzione e habitat
Il ciliegio selvatico dell'Himalaya si estende sull'Himalaya dall'Himachal Pradesh, nell'India centro-settentrionale, fino alla Cina del sudovest, alla Birmania e alla Thailandia. Si può trovare anche in Australia, Nuova Zelanda, Nepal e Brasile. Cresce nelle foreste temperate da 700-3700 m di altitudine.

## Tassonomia

### Sinonimi
Questa specie di ciliegio è nota con i seguenti sinonimi:
- Cerasus carmesina (H.Hara) H.Ohba
- Cerasus cerasoides (Buch.-Ham. ex D. Don) S.Y. Sokolov
- Cerasus majestica (Koehne) H.Ohba
- Cerasus pectinata Spach
- Cerasus phoshia Buch.-Ham. ex D.Don
- Cerasus puddum Roxb. ex DC.
- Cerasus puddum Ser.
- Cerasus puddum Wall.
- Maddenia pedicellata Hook.fil.
- Microcerasus pectinata M.Roem.
- Microcerasus phoshia M.Roem.
- Prunus carmesina Hara
- Prunus hosseusii Diels
- Prunus majestica Koehne
- Prunus pectinata Walp.
- Prunus puddum Franch.
- Prunus silvatica Roxb.
- Prunus sylvatica Hook.fil.

### Specie simili
- Prunus serrulata

## Usi
I frutti e le foglie vengono usati per ricavare una tintura verde scuro.
I semi, oltre che a poter essere mangiati cotti o crudi, possono essere utilizzati nella fabbricazione di collane.
I rami, visto la tenacità del legno, vengono lavorati per realizzare bastoni da passeggio.

## Riferimenti nella cultura
Nella cultura indù, il ciliegio selvatico dell'Himalaya è considerato un albero sacro, per questo negli stati come Thailandia e India è molto importante e viene tutelato, non solo dalla deforestazione ma anche dal suo utilizzo.